# Margaret Wintringham
Margaret Wintringham (née Longbottom ; 4 août 1879-10 mars 1955) est une femme politique du Parti libéral britannique. Elle est la deuxième femme, et la première femme née au Royaume-Uni, à occuper son siège à la Chambre des communes.

## Jeunesse
Margaret Longbottom est née dans le hameau d'Oldfield, à environ 4 miles à l'ouest de Keighley, West Riding of Yorkshire, et fait ses études à la Bolton Road School, à Silsden où son père est le professeur principal, puis à la Keighley Girls 'Grammar School. Après une formation au Bedford Training College, elle travaille comme enseignante, devenant par la suite directrice d'une école à Grimsby. En 1903, elle épouse Thomas Wintringham, un marchand de bois. Ils n'ont pas d'enfants.
Margaret Wintringham devient magistrate et membre du comité d'éducation de Grimsby. Elle est impliquée dans de nombreux mouvements politiques, notamment l'Union nationale des travailleuses, la British Temperance Association, l'Union nationale des sociétés pour l'égalité de citoyenneté (NUSEC), le Women's Institute, la Electrical Association for Women, la Townswomen's Guild et le Parti libéral.

## Carrière politique
Lorsque son mari est élu député de Louth dans le Lincolnshire, elle déménage avec lui de Grimsby à Louth et reste politiquement active. À la mort de Thomas Wintringham en 1921, elle est choisie comme candidate libérale pour le remplacer et, le 22 septembre, elle remporte l'élection partielle de 1921 à Louth, devenant la toute première députée libérale et la troisième femme élue à la Chambre des communes. La première femme élue a été l'abstentionniste Constance Markievicz en 1918, la première à prendre son siège est la conservatrice Nancy Astor, élue en 1919.
Au Parlement, elle fait campagne pour un droit de vote égal, la loi de 1918 sur la représentation du peuple a étendu le droit de vote à tous les hommes de plus de 21 ans, mais seulement à certaines femmes de plus de 30 ans. Elle fait également campagne pour l'égalité de rémunération pour les femmes, pour des bourses d'État pour les filles comme pour les garçons et pour des wagons de chemin de fer réservés aux femmes.
Aux élections générales de 1924, elle perd son siège au Parlement au profit du conservateur Arthur Heneage. Bien qu'elle se soit présentée de nouveau à Louth aux élections générales de 1929 et à Aylesbury aux élections de 1935, elle n'est pas réélue à la Chambre des communes.
Elle est présidente de la Louth Women's Liberal Association et de 1925 à 1926, et présidente de la Women's National Liberal Federation. En 1927, elle est l'une des deux femmes élues à l'exécutif national de la Fédération nationale libérale.